# Liste der Olympiasieger im Handball
Die Liste der Olympiasieger im Handball bietet einen Überblick über sämtliche Medaillengewinner in den Handballwettbewerben der Olympischen Sommerspiele. Aufgrund der umfangreichen Datenmenge erfolgt eine Unterteilung in vier Teillisten.
- Unter „Medaillengewinner“ sind sämtliche männlichen Medaillengewinner seit 1908 aufgeführt.
- Unter „Medaillengewinnerinnen“ sind sämtliche weiblichen Medaillengewinner seit 1980 aufgeführt.
- Die Liste „Die erfolgreichsten Teilnehmer“ führt sämtliche Athleten auf, die mindestens zwei Goldmedaillen und eine Silbermedaille gewonnen haben.
- Die Liste „Nationenwertungen“ enthält die Medaillenspiegel, aufgeschlüsselt nach Gesamtzahl der gewonnenen Medaillen und nach Geschlecht.

Handball ist olympische Sportart für Männer als Feldhandball nur bei den XI. Olympischen Sommerspielen in Berlin, 1936 und als Hallenhandball seit den XX. Olympischen Sommerspielen in München, 1972 und für Frauen seit den XXI. Olympischen Sommerspielen Montreal, 1976.

## Olympische Handballturniere der Herren
| Jahr | Austragungsort | Gold                            | Ergebnis      | Silber           | Bronze      |
| ---- | -------------- | ------------------------------- | ------------- | ---------------- | ----------- |
| 1936 | Berlin         | Deutsches Reich                 | kein Endspiel | Österreich       | Schweiz     |
| 1972 | München        | Jugoslawien                     | 21:16         | Tschechoslowakei | Rumänien    |
| 1976 | Montréal       | Sowjetunion                     | 19:15         | Rumänien         | Polen       |
| 1980 | Moskau         | Deutsche Demokratische Republik | 23:22 n. V.   | Sowjetunion      | Rumänien    |
| 1984 | Los Angeles    | Jugoslawien                     | 18:17         | BR Deutschland   | Rumänien    |
| 1988 | Seoul          | Sowjetunion                     | 32:25         | Südkorea         | Jugoslawien |
| 1992 | Barcelona      | Vereintes Team                  | 22:20         | Schweden         | Frankreich  |
| 1996 | Atlanta        | Kroatien                        | 27:26         | Schweden         | Spanien     |
| 2000 | Sydney         | Russland                        | 28:26         | Schweden         | Spanien     |
| 2004 | Athen          | Kroatien                        | 26:24         | Deutschland      | Russland    |
| 2008 | Peking         | Frankreich                      | 28:23         | Island           | Spanien     |
| 2012 | London         | Frankreich                      | 22:21         | Schweden         | Kroatien    |
| 2016 | Rio de Janeiro | Dänemark                        | 28:26         | Frankreich       | Deutschland |
| 2020 | Tokio          | Frankreich                      | 25:23         | Dänemark         | Spanien     |
| 2024 | Paris          | Dänemark                        | 39:26         | Deutschland      | Spanien     |

## Olympische Handballturniere der Frauen
| Jahr | Austragungsort | Gold        | Ergebnis      | Silber      | Bronze              |
| ---- | -------------- | ----------- | ------------- | ----------- | ------------------- |
| 1976 | Montréal       | Sowjetunion | kein Endspiel | DDR         | Ungarn              |
| 1980 | Moskau         | Sowjetunion | kein Endspiel | Jugoslawien | DDR                 |
| 1984 | Los Angeles    | Jugoslawien | kein Endspiel | Südkorea    | Volksrepublik China |
| 1988 | Seoul          | Südkorea    | kein Endspiel | Norwegen    | Sowjetunion         |
| 1992 | Barcelona      | Südkorea    | 28:21         | Norwegen    | Vereintes Team      |
| 1996 | Atlanta        | Dänemark    | 37:33 n. V.   | Südkorea    | Ungarn              |
| 2000 | Sydney         | Dänemark    | 31:27         | Ungarn      | Norwegen            |
| 2004 | Athen          | Dänemark    | 38:36 n.S.    | Südkorea    | Ukraine             |
| 2008 | Peking         | Norwegen    | 34:27         | Russland    | Südkorea            |
| 2012 | London         | Norwegen    | 26:23         | Montenegro  | Spanien             |
| 2016 | Rio de Janeiro | Russland    | 22:19         | Frankreich  | Norwegen            |
| 2020 | Tokio          | Frankreich  | 30:25         | ROC         | Norwegen            |
| 2024 | Paris          | Norwegen    | 29:21         | Frankreich  | Dänemark            |